# Oxford Circus
Oxford Circus er et gadekryds i City of Westminster i London, hvor shoppinggaderne Regent Street og Oxford Street mødes. Krydset er stærkt trafikeret.
Under trafikknudepunktet findes undergrundsstationen Oxford Circus Station.
51°30′55″N 0°08′31″V / 51.5153°N 0.1419°V